# Municipio de Washington (condado de Independence)
El municipio de Washington (en inglés: Washington Township) es un municipio ubicado en el condado de Independence en el estado estadounidense de Arkansas. En el año 2010 tenía una población de 969 habitantes y una densidad poblacional de 9,23 personas por km².

## Geografía
El municipio de Washington se encuentra ubicado en las coordenadas 35°47′57″N 91°48′26″O / 35.79917, -91.80722. Según la Oficina del Censo de los Estados Unidos, el municipio tiene una superficie total de 104.97 km², de la cual 102,88 km² corresponden a tierra firme y (1,99 %) 2,08 km² es agua.

## Demografía
Según el censo de 2010, había 969 personas residiendo en el municipio de Washington. La densidad de población era de 9,23 hab./km². De los 969 habitantes, el municipio de Washington estaba compuesto por el 96,08 % blancos, el 0,52 % eran afroamericanos, el 0,93 % eran amerindios, el 0,21 % eran asiáticos, el 1,24 % eran de otras razas y el 1,03 % eran de una mezcla de razas. Del total de la población el 3,3 % eran hispanos o latinos de cualquier raza.